# ویروس آنفلوانزای A زیرگروه H2N2
H2N2 یا آنفولانزای آسیایی گونه ای آنفولانزا است که باعث دنیاگیری ۱۹۵۷ تا ۱۹۵۸ شد . این بیماری در گوئیژو چین مشاهده شد.